# Loupežník (Hrubý Jeseník)
Loupežník (německy Rauberstein, 1018 m) je spočinek hory Pytlák v Hrubém Jeseníku. Na spočinku se nachází roztroušené skalky. Skalky se nachází v lese a proto z ní nejsou žádné výhledy. Loupežník se nachází v Mědvědské hornatině 4 km severozápadně od města Vrbna pod Pradědem. Na spočinek nevede žádná značená cesta.